# George Martin
George Henry Martin, Kt, CBE (Londres, 3 de janeiro de 1926 — Londres, 8 de março de 2016) foi um produtor musical, arranjador, compositor, engenheiro sonoro, músico e maestro britânico. Devido a sua importância em relação à produção musical dos discos da banda britânica The Beatles ele foi chamado de “o quinto Beatle”. Produziu junto a eles em 1967 o inovador álbum Sgt Pepper's Lonely Hearts Club Band, que lhe trouxe reconhecimento, fama e consagração definitiva na história da música pop. Foi um dos maiores produtores musicais de todos os tempos, com trinta canções chegando ao primeiro lugar das paradas no Reino Unido e 23 nos Estados Unidos.

## Biografia
Nasceu em Holloway, pequena cidade a norte da capital Londres. Filho de pai carpinteiro, teve uma juventude humilde, sem uma educação musical erudita. Autodidata, aprendeu a tocar piano sem ajuda de mestre, ainda com dezesseis anos de idade. Estudou na Guildhall School of Music and Drama entre 1947 e 1950, estudando piano e oboé, sendo influenciado por uma grande variedade de estilos musicais. Após se formar, ele trabalhou no departamento de música clássica da BBC, entrando na EMI em 1950. Martin produziu canções cômicas no início da década de 1950, trabalhando com pessoas como Peter Sellers e Spike Milligan.
Em uma carreira de seis décadas, Martin trabalhou em cinema, televisão e espetáculos ao vivo. Ele também já teve vários cargos executivos em companhias midiáticas e contribuiu para várias de causas beneficentes, incluindo seu trabalho para o The Prince's Trust da ilha de Montserrat. Em reconhecimento por suas contribuições para a música e cultura popular, ele recebeu um Knight Bachelor em 1996.
Faleceu no dia 8 de março de 2016 aos 90 anos.

## Artistas que produziu
- The Beatles
- Gerry and The Pacemakers
- Cilla Black
- Billy J. Kramer and the Dakotas
- Michael Jackson
- Elvis Presley
- Bee Gees
- The Rolling Stones
- Keith Richards
- The Who
- The Jimi Hendrix Experience
- INXS
- Shirley Bassey
- Jeff Beck
- America
- Earth, Wind and Fire
- Robin Gibb
- Billy Preston
- Emerson, Lake & Palmer
- Linkin Park
- Cheap Trick
- UFO
- Gary Brooker
- Kenny Rogers
- Elton John
- Celine Dion
- Paul McCartney
- Ringo Starr
- X JAPAN
- Josep Carreras
- Mahavishnu Orchestra e John McLaughlin

## Discografia
- Off The Beatle Track (1964)
- Help! - The George Martin Orchestra (1965)
- George Martin Instrumentally Salutes The Beatle Girls (1966)
- Yellow Submarine (com algumas músicas orquestradas e compostas por George Martin) (1969)
- Live and Let Die (Trilha sonora) (com Paul McCartney cantando a música título) (1973)
- American Flyer (1976)
- José Carreras Hollywood Golden Classics (Produção, arranjos e regência, com músicas temas de filmes) (1991)
- In My Life (1998)
- Produced by George Martin (2001)
- The Family Way (2003)